# Estrada de Ferro Central de Pernambuco
A Estrada de Ferro Central de Pernambuco (EFCP) foi uma companhia ferroviária brasileira. Incorporada em outubro de 1879, a empresa possuía como sede a Estação Central do Recife. Até 1890, a ferrovia era conhecida como Estrada de Ferro Recife–Caruaru (EFRC).
A Estrada de Ferro Central de Pernambuco foi construída com o propósito de fortalecer a comunicação e comércio entre o Recife e a área rural do interior pernambucano. Em seu auge, atingiu uma extensão de 180 km em 1896. A EFCP foi extinta em 1904, quando sua malha ferroviária foi incorporada à Great Western of Brazil Railway. Na sua antiga sede administrativa, funciona um museu dedicado à temática ferroviária.

## História

### Início
Em 10 de fevereiro de 1874, o governo da então província de Pernambuco celebrou um contrato com o bacharel Bento José da Costa Júnior. O objetivo desse contrato era a construção da primeira seção de uma estrada de ferro com destino a Caruaru, no agreste pernambucano. A ferrovia teria a finalidade de facilitar a integração entre a cidade do Recife e a região de intensa atividade agrícola no interior pernambucano.
A partir dos estudos sobre o traçado da ferrovia, concluídos em 1878, foi determinado que a estrada de ferro com destino a Caruaru incluiria a então vila de Jaboatão em sua malha ferroviária. O relatório entregue ao Ministério da Agricultura concluiu que o traçado da Estrada de Ferro Recife–Caruaru contemplaria uma área com cerca de duzentos engenhos de açúcar.

### Inauguração e anos iniciais
A construção da ferrovia teve início em outubro de 1881, com trabalhos de escavação e terraplanagem no trecho entre o Recife e Jaboatão. A inauguração da primeira seção da Estrada de Ferro Recife–Caruaru ocorreu em 1885, com viagens diárias entre as estações de Recife e Jaboatão. Durante o primeiro ano de funcionamento, a ferrovia operava o trecho de 17 km.
Meses após a inauguração do primeiro trecho, em agosto de 1885, foi inaugurada a estação de Moreno no quilômetro 27 da ferrovia.

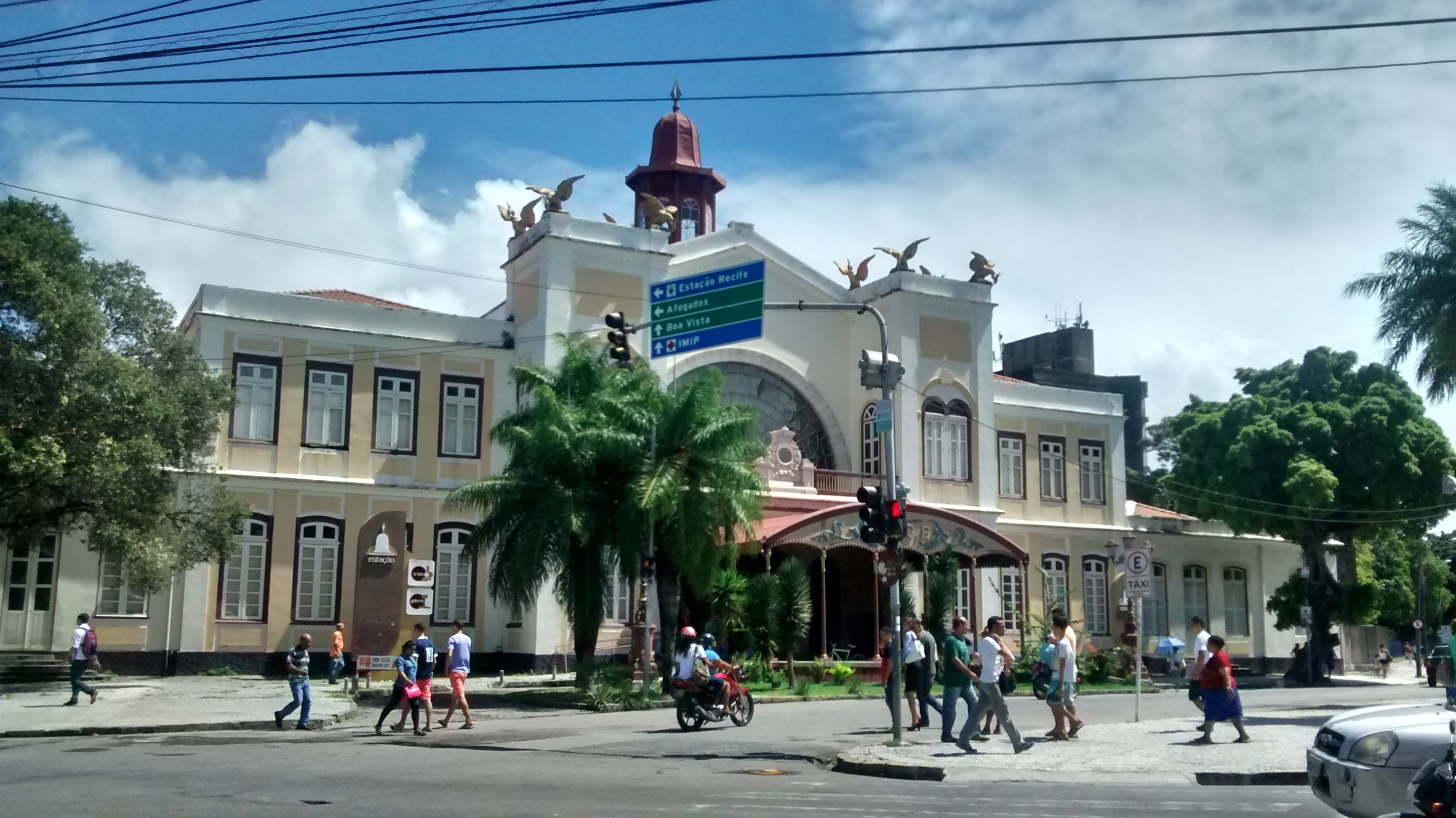
A Estação Central do Recife foi sede administrativa da Estrada de Ferro Central de Pernambuco.

### Consolidação
Após a Proclamação da República Brasileira em 1889, a Estrada de Ferro Recife–Caruaru passou a se chamar Estrada de Ferro Central de Pernambuco.
Após um intervalo de quase dez anos desde a inauguração do trecho anterior, em 1894 a ferrovia chegou em Gravatá. A lenta expansão da malha ferroviária foi atribuída aos desafios enfrentados para transpor a Serra das Russas, uma área acidentada do Planalto da Borborema. A construção desse novo trecho exigiu a edificação de muitos elementos de infraestrutura, incluindo a construção de nove viadutos e a abertura de vinte e um túneis. A conexão com Caruaru ocorreu em 1895.
A EFCP atingiu extensão máxima de 180 km em 1896, quando foi inaugurada a estação de Antonio Olinto, no atual município de Tacaimbó.

### Extinção
A empresa permaneceu em atividade até 1904, quando foi dissolvida e sua malha ferroviária incorporada à da Great Western of Brazil Railway.

### Trabalhos citados
- Brandão, Breno Albuquerque B. (2014). Patrimônio Cultural e Autenticidade: Avaliação do Conjunto Ferroviário de Caruaru (PDF) (Dissertação de Mestrado). Universidade Federal de Pernambuco
- Cardoso, André L. R. (2018). Trens de subúrbio nas rotas de exportação: Uma dinâmica urbana para as ferrovias pernambucanas de longa distância (1858 – 1900) (PDF) (Tese de Graduação). Universidade Federal Rural de Pernambuco
- Freire, M. E. L. (2017). Patrimônio Ferroviário: a preservação para além das estações (PDF) (Tese de Doutorado). Universidade Federal de Pernambuco